# Doustioni
Doustioni, pleme caddoanske konfederacije Natchitoches, nekad naseljeno sjeveroistočno od Natchitochesa u Louisiani. Sawnton (1942) njihovo ime prevodi kao 'salt people', nastalom vjerojatno prema njihovom lokalitetu (Saline Bayou) na kojem su se Indijanci opskrbljivali sa soli, s kojom se uveliko trgovalo. O njima je malo toga poznato. Doustione spominje Henri Joutel (1687), a kasnije Pénicaut (1712.), i La Harpe (1719.) koji navodi da žive na jednom otoku u Red Riveru, a ima ih oko 150. -U 19. stoljeću ili su izumrli, ili su se pomiješali s drugim skupinama Natchitochesa pa možda imaju potomaka u Oklahomi. 

## Vanjske poveznice
- Doustioni Indian History